# Red Sonja (película de 1985)
Red Sonja —conocida en español como El guerrero rojo y Sonja la guerrera— es una película de espada y brujería de 1985 dirigida por Richard Fleischer, un veterano en películas de acción y fantasía,  y protagonizada por Brigitte Nielsen y Arnold Schwarzenegger. Fue un fracaso de taquilla y de crítica, con un presupuesto de 17,9 millones de dólares, solo recaudó 6,9 millones.

## Argumento
La historia comienza mostrando cómo los padres y el hermano de Red Sonja son masacrados y ella es violada por los soldados al servicio de la malvada Reina Gedren (la reina de Berkubane, el reino de la noche eterna) como castigo al rechazar los favores sexuales de esta última, y además por dejar una cicatriz en el rostro de la Reina. Esa misma noche, y mientras yace en el suelo tras la violación, Sonja es visitada por un espíritu que le proporciona la fuerza necesaria para que se pueda vengar. Según le explica esta entidad, no existirá nadie más hábil ni fuerte en la lucha que ella, por lo que estará destinada a convertirse en el guerrero más fuerte de todos.
Años después, en un templo, un grupo de sacerdotisas se prepara para destruir un orbe verde brillante llamado Talismán. Este peligroso artefacto encierra una potencia destructiva que aumenta conforme se expone a la luz y según la leyenda solo puede ser tocado por mujeres, ya que los hombres perecen con su contacto. Gedren, que porta una máscara dorada para cubrir la cicatriz, e Ikol, su ayudante de campo, atacan el templo con su ejército. Tras robar el Talismán, manda encarcelar a las sacerdotisas que habían sobrevivido al ataque, pero una de ellas, Varna, consigue escapar aunque es mortalmente herida por una flecha muriendo poco tiempo después en los brazos de Lord Kalidor, a quien pide ayuda para encontrar a su hermana, Red Sonja.
Sonja, tras todo este tiempo, se encuentra finalizando su entrenamiento como guerrera bajo la tutela de un gran maestro espadachín, quien la reconoce como el mejor estudiante que jamás ha tenido. Tras dar por acabada su enseñanza le pone como prueba final entrar en la armería y encontrar entre los centenares de armas guardadas allí la única que será perfecta para ella. Tras pasear unos instantes, Sonja repara en una espada de magnífico diseño y gran filo; su maestro da por superada la prueba al ver que ha escogido no solo la mejor de todas las espadas que allí había, sino también la que había sido forjada especialmente para ella.
Kalidor consigue llegar hasta Sonja y le avisa que su hermana está moribunda, por lo que esta parte a encontrarse con ella. Varna con su último aliento consigue contar a Sonja lo sucedido en el templo y la urge a buscar el Talismán y destruirlo para evitar que el mundo acabe hecho añicos por tormentas y terremotos. Sonja, que ya se consideraba preparada, parte en busca del Talismán.
Justo antes de salir, Sonja observa a lo lejos una tormenta, lo que quiere decir que el Talismán está siendo usado. Kalidor ofrece su ayuda pero ella le responde que no necesita la ayuda de ningún varón y parte hacia el reino de Hablock, devastado por la tormenta, donde se encuentra con el joven príncipe Tarn, un niño presumido y arrogante, y su leal servidor, Falkon, quienes le informan que el Reino ha sido arrasado por Gedren debido a que Tarn no aceptó rendirse, pero que este ya está formando un nuevo ejército al que invita a unirse a Sonja, pero esta lo rechaza y se va sola, mientras Kalidor la sigue a distancia.
De camino, Sonja tiene un encontronazo con Lord Brytag. Tras acabar con él, se ve rodeada por el ejército de este y solo la intervención de Kalidor la salva. Entonces Sonja escapa, dejando que Kalidor se las vea con el ejército. Nuevamente se vuelve a encontrar con Falkon quien le informa que Tarn ha sido capturado y está siendo torturado por bandidos, Falkon y ella lo rescatan y parten los tres hacia Berkubane.
En el castillo de Berkubane, Gedren coloca el Talismán en una habitación rodeado de velas para amplificar su poder, pese a que Ikol le previene que de esta manera el poder del Talismán será incontrolable. El hechicero de la Reina le muestra que Sonja y su grupo se acercan, así que conjura una tormenta para que se resguarden en una caverna y poder traerla hasta el castillo sin ningún daño. Para conseguir capturarlos sueltan en la caverna un monstruo, Sonja no encuentra la manera de matarlo y Kalidor vuelve a intervenir, ayudándola a cegar al monstruo para que todos puedan huir.
Sonja finalmente acepta la compañía de Kalidor, pero le dice que nunca se acostará con un hombre a menos que este pueda derrotarla en un combate. Esa misma noche Kalidor la desafía a uno, pero no consigue vencerla, y Sonja tampoco es capaz de asestarle un golpe que acabe con él. Mientras tanto Tarn observa la pelea y comenta inocentemente que no es un duelo demasiado interesante, ya que puede notar que Sonja no desea ganar. Finalmente, ambos se derrumban agotados sin haber obtenido nada más que un empate.
Tras esto Kalidor revela que en realidad es el señor de Hircania, reino que originalmente tenía a su cargo la posesión del Talismán, y aunque sólo las mujeres pueden tocarlo, sólo su linaje posee el poder de decidir sobre su uso y destrucción, por lo que habían decidido entregarlo a las sacerdotisas para que fuera destruido. Sin embargo, tras descubrir su hurto, decidió encaminarse al reino de Gedren para evitar el abuso de su poder.
El grupo de Sonja se infiltra en el castillo y Sonja se enfrenta a Gedren mientras el resto se ocupa de los guardias. El Talismán, cuyo poder estaba creciendo incontrolablemente, rasga el suelo y muestra un foso de lava fundida al que, tras un último combate, Sonja envía malherida tanto a Gedren como al Talismán, cuya destrucción provoca una reacción en cadena que comienza a destruir el castillo. Todos consiguen huir mientras el castillo cae al foso de lava y Sonja y Kalidor se besan.

## Producción
La compañía de Dino De Laurentiis produjo la película junto a Famous Films. De Laurentiis se encargó de la distribución internacional mientras que Metro-Goldwyn-Mayer hizo lo propio en Estados Unidos.

### Reparto
Sandahl Bergman interpretó a Valeria en la película Conan el Bárbaro y le fue ofrecido el papel de Red Sonja pero prefirió interpretar el papel de la Reina Gedren. Dino De Laurentiis estuvo buscando sin encontrar una actriz con aspecto de amazona, hasta que ocho semanas antes del comienzo del rodaje de la película vio a Brigitte Nielsen en la portada de una revista. La actriz nacida en Rødovre, Dinamarca tenía entonces veintiún años y se encontraba en Milán, Italia, trabajando de modelo. Entonces fue a Roma a hacer una prueba de cámara y allí consiguió su primer papel cinematográfico.
Arnold Schwarzenegger había cosechado un gran éxito en sus anteriores películas, y su último estreno como The Terminator, en la película de James Cameron, era el paso definitivo para el estrellato. Dino De Laurentiis le ofreció a Schwarzenegger hacer un cameo en Red Sonja y aparecer segundo en los títulos de crédito, el actor se sintió moralmente obligado a participar y trabajó en la película solamente tres semanas. Posteriormente, se enfadó con De Laurentiis cuando se enteró de que había sido situado en primer lugar en los títulos de crédito y que había sido filmado a hurtadillas, convirtiendo el supuesto cameo en prácticamente un coprotagonista.
| Actor                 | Papel                         |
| --------------------- | ----------------------------- |
| Brigitte Nielsen      | Red Sonja                     |
| Arnold Schwarzenegger | Lord Kalidor                  |
| Sandahl Bergman       | Reina Gedren de Berkubane     |
| Paul L. Smith         | Falkon                        |
| Ernie Reyes, Jr.      | Príncipe Tarn                 |
| Ronald Lacey          | Ikol                          |
| Pat Roach             | Lord Brytag                   |
| Janet Agren           | Varna                         |
| Tutte Lemkow          | Hechicero                     |
| Sven-Ole Thorsen      | Guardaespaldas de Lord Brytag |
| Tad Horino            | Maestro de armas chino        |

### Localizaciones
Red Sonja fue rodada en distintos lugares de Italia como Celano, la región de los Abruzzos y en los estudios cinematográficos de Stabilimenti Cinematografici Pontini en Roma.

### Música
La banda sonora estuvo compuesta por Ennio Morricone, uno de los compositores más reputados que compuso bandas sonoras originales famosas como Il buono, il brutto, il cattivo o La misión.
La banda sonora de Red Sonja usa una estructura melódica parecida a la empleado por Basil Poledouris en Conan el Bárbaro pero con diferentes instrumentos. Emplea una melodía parecida para el personaje interpretado por Arnold Schwarzenegger, pero las melodías escogidas para el personaje Red Sonja basadas en trompeta son consideradas de menor calidad. La música hace uso de ritmos electrónicos.

### Crítica y taquilla
Filmada para aprovechar el éxito de Conan que puso brevemente de moda las películas de espada y brujería, Red Sonja fue un fracaso en taquilla recaudando solamente 6.948.633,00 $. Recibiendo además muy malas críticas.
La esposa de Arnold Schwarzenegger, Maria Shriver, le dijo a su marido el día del estreno: "Si esto no acaba con tu carrera, nada lo hará".
El crítico Leonard Maltin la definió como "Espectacularmente tonta… la parte más divertida de la película es decidir quién ofrece la peor interpretación: Brigitte Nielsen o Sandahl Bergman".
Con ocasión del estreno de Terminator Salvation, Schwarzenegger realizó una entrevista para la CNN donde hablaba del estreno de la citada película, y de sus obras pasadas. En concreto al referirse a las películas Red Sonja y Hércules en Nueva York  dijo que eran "Malas, verlas es una tortura. Son lastimeras".
En esa entrevista también dijo que "Es el peor filme que he hecho". Luego bromeó diciendo: "Ahora, cuando mis hijos se pasan de la raya, les digo que serán enviados a sus habitaciones y obligados a ver Red Sonja diez veces seguidas. Nunca he tenido demasiados problemas con ellos".
Rotten Tomatoes le otorga una puntuación del 17% "y algunos críticos la definieron como "horrorosamente cómica" o "una mala tontería de espada y brujería que no se deja ni ver".
En The Encyclopedia of Fantasy se escribió que era "una película de serie B con mala caracterización, mala actuación y con una trama de espada y brujería llena de clichés". Además, acusaba a la película de ser homofóbica puesto que refleja la homosexualidad como algo malo. Gedren es presentada como una lesbiana cuya rivalidad con Red Sonja está causada porque esta rechazó una vez sus favores.

### Premios
- Premio Golden Raspberry (Razzie) en 1985 a la peor nueva estrella a Brigitte Nielsen.[20]

## Remake
En 2006 Dynamite Entertainment, Family Room Entertainment y Millenium Films anunciaron el rodaje de un remake dirigido por Robert Rodríguez y escrito por David N. White, con Rose McGowan en el papel principal. El rodaje aún no ha comenzado. Actualmente Rose McGowan sigue estando prevista para la interpretación del personaje, pero el director será Simon West. Para más información, véase Red Sonja (película en curso de producción).